# Sectiliclava cleone
Sectiliclava cleone is een vliesvleugelig insect uit de familie Encyrtidae. De wetenschappelijke naam is voor het eerst geldig gepubliceerd in 1844 door Walker.